# C-41
C-41, CN-16 – wysokotemperaturowy (ok. 38 °C) proces obróbki materiału światłoczułego – negatywów barwnych, jak i czarno-białych. Stosowany głównie w punktach usługowych wykonujących odbitki – laboratoriach fotograficznych.
Do obróbki materiału fotograficznego w procesie C-41 potrzebne są roztwory związków chemicznych – wywoływacza, odbielacza, utrwalacza i stabilizatora.
Wywoływanie materiału światłoczułego w procesie C-41 w uproszczeniu przebiega następująco:
- Negatyw trafia do kąpieli wywołującej, gdzie powstaje obraz jednocześnie srebrowy (czarno-biały) i barwny. Zachodzące reakcje komponentów barwnikowych z utlenioną (przy reakcji redukcji naświetlonych halogenków srebra do srebra metalicznego) postacią substancji wywołującej, powodują ujawnienie naświetlonego na negatywie obrazu barwnego.
- Kąpiel w odbielaczu przekształca obraz ze srebra metalicznego w halogenki srebra, a pozostawia obraz barwny.
- Kolejny krok to kąpiel materiału w utrwalaczu. Tam halogenki srebra przekształcone w odbielaczu oraz halogenki nienaświetlone i niewywołane w wywoływaczu przekształcane są w rozpuszczalne w wodzie sole srebra.
- Zamknięcie procesu następuje poprzez dokładne wypłukanie pozostałych soli srebra oraz innych substancji chemicznych czystą wodą.
- Ostatnim etapem jest kąpiel w stabilizatorze. Zawiera on głównie substancje zmniejszające napięcie powierzchniowe wody, co sprawia, że przy suszeniu na filmie nie pozostają osady.

Wszystkie roztwory muszą mieć utrzymywane ściśle określone stężenie oraz temperaturę w celu zapewnienia optymalnych i powtarzalnych parametrów obrazu uzyskanego na wywołanym materiale światłoczułym.

## Popularność
Dzięki dużej szybkości przebiegu procesu oraz daleko posuniętej standaryzacji proces C-41 zdominował rynek fotografii amatorskiej i profesjonalnej. Maszyny wywołujące, tzw. minilaby, pozwoliły na popularyzację fotografii kolorowej i obniżenie kosztów odbitki.
Rynek zdominowany był przez kilku producentów materiału światłoczułego, chemii do jej wywoływania oraz maszyn kontrolujących proces wywoływania (Kodak, Fuji-Color, Agfa i Konica).